# François Billetdoux
François Billetdoux (Parigi, 7 settembre 1927 – Parigi, 26 novembre 1991) è stato un drammaturgo francese.
Scrittore di opere spesso ascrivibili al teatro dell'assurdo, infarcite di umorismo nero, che trattano l'insensatezza di tante norme e abitudini umane. 
Ha anche interpretato e messo in scena alcune delle sue opere.
Fu presidente della Société des gens des lettres nel 1972.
Fu cofondatore della SCAM (Société civile des auteurs multimédia, società francese che gestisce diritti d'autore) e membro del Conseil du développement culturel (organo consultivo del ministero francese della cultura) dal 1971 al 1973.
È padre dell'attrice Virginie Billetdoux e della scrittrice Raphaële Billetdoux.

## Opere teatrali
- À la nuit la nuit (1955)
  - Night in the night, Jelm Mountain Publishers, 1980
- Le comportement des époux Bredburry (1955)
- Tchin-Tchin (1959)
- Va donc chez Thorpe (1961)
- Comment va le monde, Môssieu ? Il tourne, Môssieu (1964)
- Il faut passer par les nuages (1966)
- Silence, l'arbre remue encore (1967)
- Quelqu'un devrait faire quelque chose (1969)
- 7 + quoi ? (1969)
- Femmes Parallèles (1970) (tre monologhi: Léonore, Anatolie et Julie Mad)
- Rintru pa trou tar, hin (1971)
- Les Veuves (1972)
- La Nostalgie, camarade (1974)
- Ai-je dit que je suis bossu (1980)
- Réveille-toi, Philadelphie (1988)

## Romanzi
- L'Animal (1955)
- Royal garden blues (1957)
- Brouillon d'un bourgeois (1961)